# Tungir
Der Tungir (russisch Тунгир) ist ein rechter Nebenfluss der Oljokma in der Region Transbaikalien im Süden von Ostsibirien.
Der Tungir entspringt im Tungir-Höhenrücken (Тунги́рский хребе́т) östlich des Quellgebiets der Oljokma. Er fließt in Richtung Ostnordost durch das Bergland. Bei dem Dorf Gulja wendet er sich dann nach Nordnordwest und mündet bei Sredni Oljokma rechtsseitig in den Oberlauf der Oljokma. Der Tungir hat eine Länge von etwa 500 km. Er entwässert ein Gebiet mit einer Fläche von 14.700 km². Die Stromschnelle порог Мадьярский Перекат liegt am Flusslauf. Der mittlere Abfluss (MQ) an der Mündung beträgt etwa 90 m³/s. Der Fluss ist im Winter 3–3½ Monate eisbedeckt.